# Smoluća
Smoluća (en serbe cyrillique : Смолућа) est un village de Serbie situé dans la municipalité de Tutin, district de Raška. Au recensement de 2011, il comptait 297 habitants.

## Démographie
| 1948 | 1953 | 1961 | 1971 | 1981 | 1991 | 2002 | 2011 |
| ---- | ---- | ---- | ---- | ---- | ---- | ---- | ---- |
| 247  | 293  | 245  | 371  | 407  | 395  | 294  | 297  |

|  |